# Ланкастер (Міссурі)
Ланкастер (англ. Lancaster) — місто (англ. city) в США, в окрузі Скайлер штату Міссурі. Населення — 675 осіб (2020).

## Географія
Ланкастер розташований за координатами 40°31′35″ пн. ш. 92°31′54″ зх. д. / 40.52639° пн. ш. 92.53167° зх. д. (40.526323, -92.531732).  За даними Бюро перепису населення США в 2010 році місто мало площу 3,86 км², з яких 3,85 км² — суходіл та 0,01 км² — водойми.

## Демографія
Згідно з переписом 2010 року, у місті мешкало 728 осіб у 326 домогосподарствах у складі 187 родин. Густота населення становила 189 осіб/км².  Було 367 помешкань (95/км²).
Расовий склад населення:
| - 98,2 % — білих - 0,5 % — азіатів |

До двох чи більше рас належало 1,1 %. Частка іспаномовних становила 0,7 % від усіх жителів.
За віковим діапазоном населення розподілялося таким чином: 26,2 % — особи молодші 18 років, 53,6 % — особи у віці 18—64 років, 20,2 % — особи у віці 65 років та старші. Медіана віку мешканця становила 38,3 року. На 100 осіб жіночої статі у місті припадало 86,7 чоловіків;  на 100 жінок у віці від 18 років та старших — 83,9 чоловіків також старших 18 років.
Середній дохід на одне домашнє господарство  становив 42 493 долари США (медіана — 32 188), а середній дохід на одну сім'ю — 49 510 доларів (медіана — 43 500). За межею бідності перебувало 18,3 % осіб, у тому числі 33,0 % дітей у віці до 18 років та 7,5 % осіб у віці 65 років та старших.
Цивільне працевлаштоване населення становило 294 особи. Основні галузі зайнятості: роздрібна торгівля — 25,2 %, виробництво — 24,1 %, освіта, охорона здоров'я та соціальна допомога — 18,0 %.

## Особистості
- Говард Робард Г'юз — інженер і підприємець